# اکس‌بی‌ال
اِکس‌بی‌ال(XML Binding Language)یک زبان مبتنی بر اکس‌ام‌ال بر پایه markup language برای بیان رفتار XUL-widgets و متغیرهای XML استفاده می‌شود.
XBL توسط پروژه موزیلا برای استفاده در برنامه Mozilla Application Suite توسعه یافت و "زبان نشانه‌گذاری" است که هم‌اکنون تحت یک استاندارد رسمی تعریف نمی‌شود، بنابراین به‌طور اختصاصی برای موزیلا است که فقط روی گکو (رایانه) پیاده‌سازی شده‌است. XBL 2.0 آخرین نسخهٔ XBL می‌باشد.

## اصولXBL
در XUL یک طرح واسط کاربر یک برنامه را مشخص می‌کند؛ و با استفاده از "styles" می‌تواند ظاهر عناصر مختلف را مرسوم سازی کند.
از معایب XUL این است که نمی‌توان پارامترهای یک تابع را تغییر داد. به عنوان مثال هر گاه قصد تغییر عوامل نوار صفحه را داشته باشیم به XBL نیاز است.
XBL حاوی "bindings" است؛ که رفتار یک XUL-widget یا عنصر XML مشخص می‌کند.
مثلاً یک اتصال ممکن است به حرکت نوار صفحه مرتبط باشد. این رفتار تعیین‌کننده خصوصیات و روش‌های نوار حرکت صفحه است و عناصر XUL که نوار حرکت صفحه را تعریف می‌کند مشخص می‌کند.
ریشه عناصر یک XBL عنصر <bindings> است؛ که شمال یک یا چند عنصر <bindings> است.
هر عنصر <bindings> یک اتصال را مشخص می‌کند که می‌تواند با هر عنصر XUL مرتبط باشد؛ که همچننین این ممکن است به یک id نسبت داده شود.
یک <binding> نسبت داده می‌شود به یک متغیر به وسیله تنظیمات CSS به نشانی وب فایل <binding>.
به عنوان مثال:
```
scrollbar
 
{

  
-moz-
binding
:
 
url
(
'somefile.xml#binding1'
);

}

```

که در این مثال id ; binding1 اتصال است.

## تاریخچه و آینده
در ابتدا XBL بخشی Mozilla platform از به همراه زبان XUL بود؛ بنابراین XBL در بیشتر تولیدات Mozilla در دسترس است مانند فایرفاکس موزیلا
,Thunderbird,سی‌مانکیو ... .
اسناد و خصوصیات XBL1.0 در سایت Mozilla.org قرار دارد که در W3C شرح فنی دارد اما اجرای واقعی هرگز با مشخصات مطابق نیست.
نسخه جدید این زبان XBL2.0 نام دارد که در حال توسعه است برای رفع مشکلات XBL1.0 و برای اجرا با محدوده وسیع تری مرورگر وب از را امکان می‌دهد.
در حالی که بدنه این نسخه از ویژگی‌ها در پروژه Mozilla خارج World Wide Web Consortium از همانند XBL1.0 ایجاد شد.
در حال حاضر W3C Web Application Formats Working Group هدایت این ویژگی‌ها در طول مسیر W3C Recommendation است.
ویژگی‌های Candidate Recommendation در ماه مارس ۲۰۰۷ توسط W3C منتشر شد؛ و بیان شده‌است که اسناد در مرحله آزمایشی تا زمان تکمیل هردو پیاده‌سازی باقی‌مانده‌اند.

## رابطه با سایر خصوصیات
ویژگی‌های sXBL مختص اسناد SVG است همان‌طور که XBL در اسناد XUL است.
SVG یک زبان XML ارائه شده از W3C با حمایت گرافیکی و انیمیشنی و رسانه‌های گسترش یافته و events و scripted است.
XBL 2.0 با نسخه اولیه sXBL هماهنگ است همان‌طور که Web Application Format Working Group site
W3C بیان کرده‌است. همچنین sXBL زیر مجموعه‌ای از XBL2.0 است.

## موارد دیگر
- XForms is also designed to be extended using XBL
- Wikibook XForm example of XBL
- زول (زبان برنامه‌نویسی)
- sXBL